# Tensor de torsión
Vectores

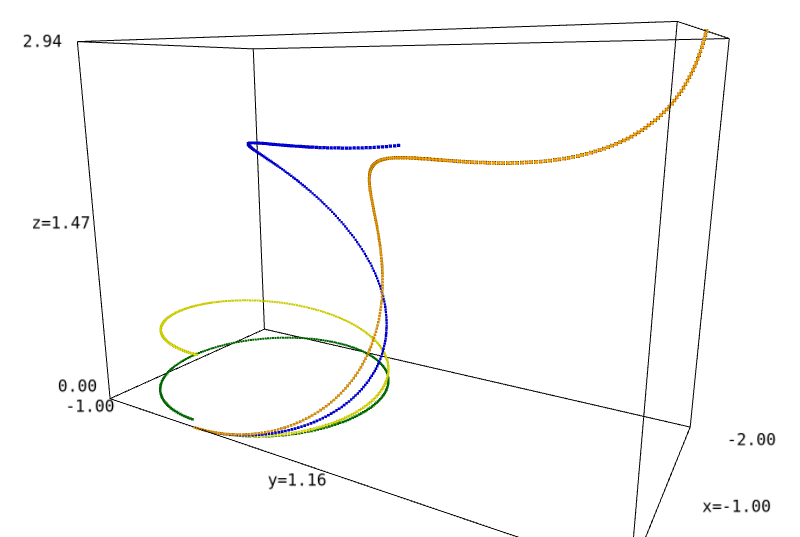
Desarrollo de la circunferencia unitaria en el espacio euclídeo, con cuatro opciones diferentes de conexión plana preservando la métrica euclídea, definida por, donde es un escalar constante, respectivamente:. Todas las curvas resultantes en el espacio tangente tienen una longitud de arco una curvatura y una torsión respectiva (en el sentido de las fórmulas de Frenet-Serret)

En geometría diferencial, el tensor de torsión es un tipo de tensor que está asociado a cualquier conexión afín. Es un operador bilineal de dos vectores de entrada {\displaystyle X,Y}, que produce un vector de salida {\displaystyle T(X,Y)} que representa el desplazamiento dentro de un espacio tangente cuando el espacio tangente se desarrolla (o se hace rodar) en un paralelogramo infinitesimal cuyos lados son {\displaystyle X,Y}. Es antisimétrico en sus entradas, porque desarrollarse sobre el paralelogramo en el sentido opuesto produce el desplazamiento opuesto, de manera similar a cómo un tornillo se desplaza en sentidos opuestos cuando se gira en sentidos opuestos.
La torsión es particularmente útil en el estudio de la geometría de las líneas geodésicas. Dado un sistema de líneas geodésicas parametrizadas, se puede especificar una clase de conexiones afines que tengan esas geodésicas, pero que se diferencien por sus torsiones. Existe una conexión única que absorbe la torsión, generalizando la conexión de Levi-Civita a otras situaciones posiblemente no métricas (como la geometría de Finsler). La diferencia entre una conexión con torsión y una conexión correspondiente sin torsión es un tensor, llamado tensor de contorsión. La absorción de la torsión también juega un papel fundamental en el estudio de la estructura G y del método de equivalencia de Cartan. La torsión también es útil en el estudio de familias de geodésicas no parametrizadas, a través de la conexión proyectiva asociada. En el campo de la teoría de la relatividad, estas ideas se han desarrollado en la teoría de Einstein-Cartan.

## Definición
Sea M una variedad con una conexión afín en un fibrado tangente (también conocida como derivada covariante) ∇. El tensor de torsión (a veces llamado tensor (de torsión) de Cartan) de ∇ es la 2-forma con valores vectoriales definida en los campos vectoriales X e Y por
{\displaystyle T(X,Y):=\nabla _{X}Y-\nabla _{Y}X-[X,Y]}
donde [X, Y] es el corchete de Lie de los dos campos vectoriales. Según la regla de Leibniz, T(fX, Y) = T(X, fY) = fT( X, Y) para cualquier función infinitamente diferenciable f. Entonces, T es un campo tensorial, a pesar de estar definido en términos de una conexión, que es un operador diferencial de primer orden: genera una 2-forma en vectores tangentes, mientras que la derivada covariante solo se define para campos vectoriales.

### Componentes del tensor de torsión
Los componentes del tensor de torsión {\displaystyle T^{c}{}_{ab}} en términos de una base local (e1, ..., en) de secciones del haz tangente se pueden derivar estableciendo X= ei, Y= ej e introduciendo los coeficientes del conmutador γkijek := [ei, ej]. Las componentes de la torsión son entonces
{\displaystyle T^{k}{}_{ij}:=\Gamma ^{k}{}_{ij}-\Gamma ^{k}{}_{ji}-\gamma ^{k}{}_{ij},\quad i,j,k=1,2,\ldots ,n.}
Aquí {\displaystyle {\Gamma ^{k}}_{ij}} son los símbolos de Christoffel que definen la conexión. Si la base es holonómica, los corchetes de Lie se anulan, por lo que  {\displaystyle \gamma ^{k}{}_{ij}=0}. Entonces, {\displaystyle T^{k}{}_{ij}=2\Gamma ^{k}{}_{[ij]}}. En particular (véase más abajo), mientras que las ecuaciones geodésicas determinan la parte simétrica de la conexión, el tensor de torsión determina la parte antisimétrica.

### Torsión
La forma de torsión, una caracterización alternativa de torsión, se aplica al haz de sistemas de referencia FM de la variedad M. Este fibrado principal está equipado con una forma de conexión ω, una 1-forma de valor gl(n) que asigna vectores verticales a los generadores de la acción correcta en gl. (n) y entrelaza de manera equivariante la acción correcta de GL(n) en el fibrado tangente de FM con representación adjunta en gl(n). El haz de sistemas de referencia también lleva una 1-forma canónica θ, con valores en Rn, definida en un sistema de referencia u ∈ FxM (considerado como una función lineal u : Rn → TxM) por
{\displaystyle \theta (X)=u^{-1}(\pi _{*}(X))}
donde π  : FM → M es la aplicación de proyección para el haz principal y π∗  es su avance. La forma de torsión es entonces
{\displaystyle \Theta =d\theta +\omega \wedge \theta .}
De manera equivalente, Θ = Dθ, donde D es la derivada covariante exterior determinada por la conexión.
La forma de torsión es una forma tensorial (horizontal) con valores en 'Rn, lo que significa que bajo la acción apropiada de g ∈ GL(n) se transforma equivariantemente:
{\displaystyle R_{g}^{*}\Theta =g^{-1}\cdot \Theta }
donde g actúa en el lado derecho de la ecuación a través de su representación adjunta en 'Rn.

#### Forma de torsión en un sistema de referencia
La forma de torsión se puede expresar en términos de una forma de conexión en la variedad base M, escrita en un sistema de referencia particular del fibrado tangente (e1, ..., en). La forma de conexión expresa la derivada covariante exterior de estas secciones básicas:
{\displaystyle D\mathbf {e} _{i}=\mathbf {e} _{j}{\omega ^{j}}_{i}.}
La forma de soldadura para el haz tangente (relativo a este sistema de referencia) es la base dual θi ∈ T∗M del ei, de modo que θi(ej)= δij (la delta de Kronecker). Entonces, la torsión de 2-formas tiene componentes
{\displaystyle \Theta ^{k}=d\theta ^{k}+{\omega ^{k}}_{j}\wedge \theta ^{j}={T^{k}}_{ij}\theta ^{i}\wedge \theta ^{j}.}
En la expresión de más a la derecha,
{\displaystyle {T^{k}}_{ij}=\theta ^{k}\left(\nabla _{\mathbf {e} _{i}}\mathbf {e} _{j}-\nabla _{\mathbf {e} _{j}}\mathbf {e} _{i}-\left[\mathbf {e} _{i},\mathbf {e} _{j}\right]\right)}
son los componentes del sistema de referencia del tensor de torsión, como se indica en la definición anterior.
Se puede demostrar fácilmente que Θi se transforma tensorialmente en el sentido de que si un sistema de referencia diferente
{\displaystyle {\tilde {\mathbf {e} }}_{i}=\mathbf {e} _{j}{g^{j}}_{i}}
para alguna función matricial invertible (gji), entonces
{\displaystyle {\tilde {\Theta }}^{i}={\left(g^{-1}\right)^{i}}_{j}\Theta ^{j}.}
En otros términos, Θ es un tensor del tipo (1, 2) (que lleva un índice contravariante y dos covariantes).
Alternativamente, la forma de soldadura se puede caracterizar de una manera independiente del sistema de referencia como la 1-forma θ con valor de TM en M correspondiente al endomorfismo de identidad del haz tangente bajo la dualidad del isomorfismo End(TM) ≈ TM ⊗ T∗M. Entonces, la 2-forma de torsión es una sección
{\displaystyle \Theta \in {\text{Hom}}\left({\textstyle \bigwedge }^{2}{\rm {T}}M,{\rm {T}}M\right)}
dada por
{\displaystyle \Theta =D\theta ,}
donde D es la derivada covariante exterior (consúltese forma de conexión para obtener más detalles).

### Descomposición irreducible
El tensor de torsión se puede descomponer en dos partes irreducibles: una parte libre de la traza y otra parte que contiene los términos de la traza. Usando índices, la traza de T viene dada por
{\displaystyle a_{i}=T^{k}{}_{ik},}
y la parte libre de traza es
{\displaystyle B^{i}{}_{jk}=T^{i}{}_{jk}+{\frac {1}{n-1}}\delta ^{i}{}_{j}a_{k}-{\frac {1}{n-1}}\delta ^{i}{}_{k}a_{j},}
donde δij es la delta de Kronecker.
Intrínsecamente, se  tiene que
{\displaystyle T\in \operatorname {Hom} \left({\textstyle \bigwedge }^{2}{\rm {T}}M,{\rm {T}}M\right).}
La traza de T, tr T, es un elemento de T∗M definido de la siguiente manera. Para cada vector fijo X ∈ TM, T define un elemento T(X) de Hom(TM, TM) vía
{\displaystyle T(X):Y\mapsto T(X\wedge Y).}
Entonces, (tr T)(X) se define como la traza de este endomorfismo. Esto es,
{\displaystyle (\operatorname {tr} \,T)(X){\stackrel {\text{def}}{=}}\operatorname {tr} (T(X)).}
La parte libre de la traza de T es entonces
{\displaystyle T_{0}=T-{\frac {1}{n-1}}\iota (\operatorname {tr} \,T),}
donde ι denota el producto interior.

## Curvatura e identidades de Bianchi
El tensor de curvatura de ∇ es una aplicación TM × TM → End(TM) definida en los campos vectoriales X, Y y Z por
{\displaystyle R(X,Y)Z=\nabla _{X}\nabla _{Y}Z-\nabla _{Y}\nabla _{X}Z-\nabla _{[X,Y]}Z.}
Para vectores en un punto, esta definición es independiente de cómo se extienden los vectores a campos vectoriales alejados del punto (por lo tanto, define un tensor, muy parecido al de  torsión).
Las identidades de Bianchi relacionan la curvatura y la torsión de la siguiente manera.  Sea {\displaystyle {\mathfrak {S}}} la suma cíclica sobre X, Y y Z. Por ejemplo,
{\displaystyle {\mathfrak {S}}\left(R\left(X,Y\right)Z\right):=R(X,Y)Z+R(Y,Z)X+R(Z,X)Y.}
Entonces se cumplen las siguientes identidades
1. Primera identidad de Bianchi:
{\displaystyle {\mathfrak {S}}\left(R\left(X,Y\right)Z\right)={\mathfrak {S}}\left(T\left(T(X,Y),Z\right)+\left(\nabla _{X}T\right)\left(Y,Z\right)\right)}
2. Segunda identidad de Bianchi:
{\displaystyle {\mathfrak {S}}\left(\left(\nabla _{X}R\right)\left(Y,Z\right)+R\left(T\left(X,Y\right),Z\right)\right)=0}

### Forma de curvatura e identidades de Bianchi
La forma de curvatura es una 2-forma con valor gl(n)
{\displaystyle \Omega =D\omega =d\omega +\omega \wedge \omega }
donde, nuevamente, D denota la derivada covariante exterior. En términos de la forma de curvatura y la forma de torsión, las identidades de Bianchi correspondientes son
1. {\displaystyle D\Theta =\Omega \wedge \theta }
2. {\displaystyle D\Omega =0.}

Además, se pueden recuperar los tensores de curvatura y torsión a partir de las formas de curvatura y de torsión de la siguiente manera. En un punto u de FxM, se tiene que
{\displaystyle {\begin{aligned}R(X,Y)Z&=u\left(2\Omega \left(\pi ^{-1}(X),\pi ^{-1}(Y)\right)\right)\left(u^{-1}(Z)\right),\\T(X,Y)&=u\left(2\Theta \left(\pi ^{-1}(X),\pi ^{-1}(Y)\right)\right),\end{aligned}}}
donde nuevamente u : Rn → TxM es la función que especifica la estructura en la fibra, y la elección de la sustentación de los vectores a través de π−1 es irrelevante, ya que las formas de curvatura y torsión son horizontales (que se desvanecen en los vectores verticales ambiguos).

## Caracterizaciones e interpretaciones
La torsión es una forma de caracterizar la cantidad de deslizamiento o torsión que realiza un plano al rodar sobre una superficie o una variedad afín de mayor dimensión.
Por ejemplo, considérese hacer rodar un plano sobre una pequeña circunferencia trazada en una esfera. Si el plano no desliza ni gira, cuando el plano gire completamente en la circunferencia, los puntos de contacto también trazarán una circunferencia en el plano. Resulta que el plano habrá girado (a pesar de no haber ningún giro al hacerlo rodar), efecto debido a la curvatura de la esfera. Pero la curva trazada seguirá siendo una circunferencia y, por lo tanto, en particular una curva cerrada que comienza y termina en el mismo punto. Por otro lado, si el plano rodara en la esfera, pero se le permitiera deslizar o girar en el proceso, entonces la trayectoria que traza la circunferencia en el plano podría ser una curva mucho más general que ni siquiera necesitaría cerrarse. La torsión es una forma de cuantificar este deslizamiento y torsión adicionales mientras se hace rodar un plano en una curva.
Así, el tensor de torsión se puede entender intuitivamente tomando un pequeño circuito conforma de paralelogramo con los lados dados por los vectores v y w, en un espacio y haciendo rodar el espacio tangente en cada uno de los cuatro lados del paralelogramo, marcando el punto de contacto a medida que avanza. Cuando se complete el circuito, la curva marcada habrá sido desplazada fuera del plano del paralelogramo por un vector, denotado {\displaystyle T(v,w)}. Así, el tensor de torsión es un tensor: una función (bilineal) de dos vectores de entrada v y w que produce un vector de salida {\displaystyle T(v,w)}. Es antisimétrico en los argumentos v y w, un reflejo del hecho de que atravesar el circuito en el sentido opuesto deshace el desplazamiento original, de la misma manera que hacer girar un tornillo en sentidos opuestos hace que se desplace en sentidos opuestos. El tensor de torsión está relacionado, aunque es distinto, con la torsión de una curva, tal como se define en las fórmulas de Frenet-Serret: la torsión de una conexión mide una dislocación de una curva desarrollada fuera de su plano, mientras que la torsión de una curva también es una dislocación pero con respecto a su plano osculador. En la geometría de superficies, la torsión geodésica describe cómo una superficie se tuerce alrededor de una curva de la superficie. La noción complementaria de curvatura mide cómo los sistema de referencia en movimiento ruedan en una curva sin deslizar ni torcerse.

### Ejemplo
Considérese el espacio euclídeo (plano) {\displaystyle M=\mathbb {R} ^{3}}. Sobre él, se coloca una conexión que es plana, pero con torsión distinta de cero, definida en el sistema de referencia euclídeo estándar {\displaystyle e_{1},e_{2},e_{3}} por el producto vectorial (euclídeo):
{\displaystyle \nabla _{e_{i}}e_{j}=e_{i}\times e_{j}.}
Considérse ahora el transporte paralelo del vector {\displaystyle e_{2}} en el eje {\displaystyle e_{1}}, comenzando en el origen. El campo vectorial paralelo {\displaystyle X(x)=a(x)e_{2}+b(x)e_{3}} satisface entonces que {\displaystyle X(0)=e_{2}}, y la ecuación diferencial
{\displaystyle {\begin{array}{rl}0={\dot {X}}&=\nabla _{e_{1}}X={\dot {a}}e_{2}+{\dot {b}}e_{3}+ae_{1}\times e_{2}+be_{1}\times e_{3}\\&=({\dot {a}}-b)e_{2}+({\dot {b}}+a)e_{3}.\end{array}}}
Por lo tanto, {\displaystyle {\dot {a}}=b,{\dot {b}}=-a}, y la solución es {\displaystyle X=\cos x\,e_{2}-\sin x\,e_{3}}.
Ahora, la punta del vector {\displaystyle X}, a medida que se traslada en el eje {\displaystyle e_{1}}, traza la hélice
{\displaystyle x\,e_{1}+\cos x\,e_{2}-\sin x\,e_{3}.}
Así, se ve que, en presencia de torsión, el transporte paralelo tiende a torcer un sistema de referencia en la dirección del movimiento, de manera análoga al papel que desempeña la torsión en la geometría diferencial de curvas clásica.

### Desarrollo
Una interpretación de la torsión implica el desarrollo de una curva. Supóngase que se da un bucle cerrado suave por partes {\displaystyle \gamma :[0,1]\to M}, basado en el punto {\displaystyle p\in M}, donde {\displaystyle \gamma (0)=\gamma (1)=p}. Supóngase también que {\displaystyle \gamma } es homotópico a cero. La curva se puede desarrollar en el espacio tangente en {\displaystyle p} de la siguiente manera. Sea {\displaystyle \theta ^{i}} un cosistema de referencia paralelo en {\displaystyle \gamma }, y sean {\displaystyle x^{i}} las coordenadas en {\displaystyle T_{p}M} inducidas por {\displaystyle \theta ^{i}(p)}. Un desarrollo de {\displaystyle \gamma } es una curva {\displaystyle {\tilde {\gamma }}} en {\displaystyle T_{p}M} cuyas coordenadas {\displaystyle x^{i}=x^{i}(t)} satisfacen la ecuación diferencial
{\displaystyle dx^{i}=\gamma ^{*}\theta ^{i}.}
Si la torsión es cero, entonces la curva desarrollada {\displaystyle {\tilde {\gamma }}} también es un circuito cerrado (de modo que {\displaystyle {\tilde {\gamma }}(0)={\tilde {\gamma }}(1)}). Por otro lado, si la torsión es distinta de cero, entonces la curva desarrollada puede no estar cerrada, por lo que {\displaystyle {\tilde {\gamma }}(0)\not ={\tilde {\gamma }}(1)}. Así, el desarrollo de un bucle en presencia de torsión puede dislocarse, de forma análoga a lo que sucede en una dislocación cristalina.
Las consideraciones anteriores pueden hacerse más cuantitativas considerando un pequeño paralelogramo, que se origina en el punto {\displaystyle p\in M}, con lados {\displaystyle v,w\in T_{p}M}. Entonces, el bivector tangente al paralelogramo es {\displaystyle v\wedge w\in \Lambda ^{2}T_{p}M}. El desarrollo de este paralelogramo, mediante la conexión, ya no es cerrado en general, y el desplazamiento al dar la vuelta al bucle es la traslación por el vector {\displaystyle \Theta (v,w)}, donde {\displaystyle \Theta } es el tensor de torsión, hasta términos de orden superior en {\displaystyle v,w}. Este desplazamiento es directamente análogo al vector de Burgers en cristalografía.
De manera más general, también se puede transportar un sistema de referencia móvil en la curva {\displaystyle {\tilde {\gamma }}}. La transformación lineal que sufre la estructura entre {\displaystyle t=0,t=1} está determinada entonces por la curvatura de la conexión. Juntas, la transformación lineal del sistema de referencia y la traslación del punto inicial de {\displaystyle {\tilde {\gamma }}(0)} a {\displaystyle {\tilde {\gamma }}(1)} comprenden la holonomía de la conexión.

### Torsión de un filamento
En ciencia de materiales, y especialmente en elasticidad, las ideas de torsión también juegan un papel importante. Un problema modela el crecimiento de las enredaderas, centrándose en la cuestión de cómo las enredaderas logran retorcerse alrededor de los objetos.  La vid en sí está modelada como un par de filamentos elásticos enrollados uno alrededor del otro. En su estado de minimización de energía, la vid crece naturalmente en forma de helicoide. Pero la enredadera también se puede estirar para maximizar su extensión (o longitud). En este caso, la torsión de la enredadera está relacionada con la torsión del par de filamentos (o, de manera equivalente, la torsión de la superficie de la cinta que conecta los filamentos) y refleja la diferencia entre la configuración de maximización de la longitud (geodésica) de la enredadera y su configuración de minimización de energía.

### Torsión y vorticidad
En fluidodinámica, la torsión está naturalmente asociada a los vórtices.
Supóngase que se da una conexión {\displaystyle D} en tres dimensiones, con  2-forma de curvatura {\displaystyle \Omega _{a}^{b}} y 2-forma de torsión {\displaystyle \Theta ^{a}=D\theta ^{a}}. Sea {\displaystyle \eta _{abc}} el tensor de Levi-Civita antisimétrico, y
{\displaystyle t_{a}={\tfrac {1}{2}}\eta _{abc}\wedge \Omega ^{bc},}
{\displaystyle s_{ab}=-\eta _{abc}\wedge \Theta ^{c}.}
Entonces, las identidades de Bianchi son
{\displaystyle D\Omega _{b}^{a}=0,\quad D\Theta ^{a}=\Omega _{b}^{a}\wedge \theta ^{b}.}
que implica que {\displaystyle Dt_{a}=0} y
{\displaystyle Ds_{ab}=\theta _{a}\wedge t_{b}-\theta _{b}\wedge t_{a}.}
Estas son las ecuaciones que satisface un medio continuo en equilibrio con densidad de momento {\displaystyle s_{ab}}.

## Geodésicas y absorción de torsión
Supóngase que γ(t) es una curva en M. Entonces γ es una geodésica afínmente parametrizada siempre que
{\displaystyle \nabla _{{\dot {\gamma }}(t)}{\dot {\gamma }}(t)=0}
para todo el tiempo t en el dominio de γ (aquí, el punto denota diferenciación con respecto a t, que asocia con γ el vector tangente que apunta en él). Cada geodésica está determinada de forma única por su vector tangente inicial en el tiempo t= 0, {\displaystyle {\dot {\gamma }}(0)}.
Una aplicación de la torsión de una conexión involucra las geodésicas de la conexión: aproximadamente la familia de todas las geodésicas con parámetros afines. La torsión es la ambigüedad de clasificar las conexiones en términos de sus proyecciones geodésicas:
- Dos conexiones ∇ y ∇′ que tienen las mismas geodésicas parametrizadas por afinidad (es decir, la misma pulverización geodésica) se diferencian solo por la torsión.[15]

Más precisamente, si X e Y son un par de vectores tangentes en p ∈ M, entonces sea
{\displaystyle \Delta (X,Y)=\nabla _{X}{\tilde {Y}}-\nabla '_{X}{\tilde {Y}}}
La diferencia de las dos conexiones, calculada en términos de extensiones arbitrarias de X e Y queda lejos de p. Por la regla del producto de Leibniz, se ve que Δ en realidad no depende de cómo se extienden X e Y (por lo que define un tensor en M). Sean S y A las partes simétricas y alternas de Δ:
{\displaystyle S(X,Y)={\tfrac {1}{2}}\left(\Delta (X,Y)+\Delta (Y,X)\right)}
{\displaystyle A(X,Y)={\tfrac {1}{2}}\left(\Delta (X,Y)-\Delta (Y,X)\right)}
Entonces
- {\displaystyle A(X,Y)={\tfrac {1}{2}}\left(T(X,Y)-T'(X,Y)\right)} es la diferencia de los tensores de torsión.
- ∇ y ∇′ definen las mismas familias de geodésicas parametrizadas afínmente si y solo si S(X, Y)= 0.

En otras palabras, la parte simétrica de la diferencia de dos conexiones determina si tienen las mismas geodésicas parametrizadas, mientras que la parte antisimétrica de la diferencia está determinada por las torsiones relativas de las dos conexiones. Otra consecuencia es:
- Dada cualquier conexión afín ∇, existe una conexión única libre de torsión ∇′ con la misma familia de geodésicas afines parametrizadas. La diferencia entre estas dos conexiones es en realidad un tensor, el tensor de contorsión. Esta es una generalización del teorema fundamental de la geometría de Riemann a conexiones afines generales (posiblemente no métricas). Seleccionar la conexión única libre de torsión subordinada a una familia de geodésicas parametrizadas se conoce como absorción de torsión y es una de las etapas del método de equivalencia de Cartan.